# 中国人民解放军东部战区海军训练基地
中国人民解放军东部战区海军训练基地，位于浙江省江山市，是中国人民解放军东部战区海军的训练基地。

## 沿革
1983年7月，中国人民解放军海军东海舰队训练基地成立。该基地由原海军外训队、东海舰队训练中心、干部教导大队、外生培训办公室、东海舰队第一、二、三训练团、东海舰队后勤部医训队等单位合并组建。下设7个大队，分别承担海军舰队部分军官、士官、志愿兵的轮训、培训任务，专业士兵的培训任务及外训任务。专业训练内容主要有：航海、机电、声纳、雷达、测距、信号、报务、枪炮、水雷、导弹、防化、柴油机、卫生、汽车修理等等。全基地设21个教研室，1个翻译室，共有干部、教员、译员370余人。该基地成立后，截至1988年10月底，共培训新兵31733人，专业兵24700人，轮训及培训干部、士官、志愿兵2451人，外军学员557人（来自4个国家）。
2016年，在深化国防和军队改革中，中国人民解放军海军东海舰队改为中国人民解放军东部战区海军。该基地随之改称中国人民解放军东部战区海军训练基地（同时仍可称“中国人民解放军海军东海舰队训练基地”）。

## 历任领导
| 司令员 …… - 丁进骏（？—？） | 政治委员 …… - 傅耀泉（？—？） …… - 夏春宏（？—？） |